# Ладакхский язык
Ладакхи или ладакхский язык (тиб. ལ་དྭགས་སྐད, Вайли la dwags skad), также называемый бодхи, и научно — западный архаичный тибетский (куда также включены балти, буриг или пуриг (пурки)), принадлежит к сино-тибетской семье языков. Это основной язык Ладакха, Индия, также употребляем в Балтистане, Пакистане.
Ладакхи близок к тибетскому, также как и близка культура ладакхцев и тибетцев, в том числе религия — тибетский буддизм. Есть разные мнения насчёт того, является ли ладакхи отдельным языком или диалектом тибетского, при этом носители ладакхи и центрального тибетского не полностью понимают друг друга, хотя письменная форма обоих языков развилась из старотибетской. Приблизительно 200 000 носителей языка ладакхи живут в Индии, и около 12 000 в Тибете, КНР, в регионе Чантан. В языке ладакхи есть несколько диалектных групп, ладакхи (или лехскат, диалект Леха); шамскат, северо-западный диалект; стотскат, на юго-востоке Ладакха в долине Инда; и нубра, северный диалект. Иногда выделяют и занскарский диалект Ладакхи. Большинство диалектов беcтоновые, но стотскат и верхнеладкхский обладают тонами, как у современного тибетского.
Для записи ладакхи латинским алфавитом используют систему Вайли с небольшими изменениями, так, к примеру, th обозначает придыхание зубного t,.

## Письмо
Обычно используется тибетское письмо. Диглоссия ладакхи вызвана тем, что ладакхи сохранил более старое или «классическое» чтение написанного, в отличие от современного тибетского, где письменная речь сильно расходится с устной из-за тонов и нечитаемых согласных. Ладакцы часто произносят (нечитаемые в тибетском) префиксы (приставки), суффиксы и надстрочные буквы, не произносимые в амдоском, Кхамском, у-цангском или лхасском диалектах тибетского. Чем западнее — тем «древнее» произношение: в пакистанском Балтистане произносят, например, все префиксы. Так, тибетец произносит слова sta 'топор' как [та], но ладакец скажет [ста]. Тибетец произносит ’bras 'рис' как [дри], ладакец скажет [драс], но Каргилпа (буриг) скажет [брас].